# Rendufinho
Rendufinho es una freguesia portuguesa del concelho de Póvoa de Lanhoso, con 8,86 km² de superficie y 748 habitantes (2001). Su densidad de población es de 84,4 hab/km².